# IC 3842
IC 3842 ist eine linsenförmige Galaxie vom Hubble-Typ S0/a? im Sternbild Jagdhunde am Nordsternhimmel. Sie ist schätzungsweise 888 Millionen Lichtjahre von der Milchstraße entfernt.
Das Objekt wurde am 21. März 1903 von Max Wolf entdeckt.